# Mirosław Kalita
Mirosław Kalita (ur. 18 lipca 1970 w Dębicy) – piłkarz, obecnie trener piłkarski.

## Kariera zawodnicza
Jest wychowankiem Wisłoki Dębica. W 1996 przeniósł się do Amiki Wronki, gdzie grał przez trzy lata, zdobywając dwukrotnie Puchar Polski (1998 i 1999). W sezonie 1999/2000 Kalita grał w Śląsku Wrocław, zdobywając z tą drużyną awans do I ligi. Później w RKS Radomsko - także awans do I ligi, KSZO Ostrowiec Świętokrzyski i Resovii. W 2003 powrócił do Wisłoki Dębica, gdzie został grającym trenerem. Grał jako pomocnik. W sezonie 2005/2006 wywalczył z piłkarzami Wisłoki awans do III ligi.
Łącznie na boiskach piłkarskiej ekstraklasy rozegrał 103 mecze i strzelił 5 bramek.

## Kariera trenerska
W latach 2004–2009 był trenerem Wisłoki Dębica, z którą w 2006 roku wywalczył awans do III ligi. Od stycznia 2010 do października 2011 był trenerem drużyny Partyzant Targowiska.
13 grudnia 2011 został trenerem Stali Stalowa Wola. 3 maja 2013 powrócił na stanowisko trenera Wisłoki. W sezonie 2013/14 wywalczył awans do IV ligi, a w sezonie 2014/2015 awansował do III ligi lubelsko-podkarpackiej.
Od rundy jesiennej 2014/15 był grającym trenerem w IV-ligowym zespole Watra Białka Tatrzańska. Od lipca 2017 pełni funkcję II trenera reprezentacji Polski U-21 prowadzonej przez selekcjonera Czesława Michniewicz, z którą wywalczył awans na MME we Włoszech 2019. Obecnie jest asystentem selekcjonera Reprezentacji Polski.